# Saint-Corneille
Pour les articles homonymes, voir Saint Corneille et Abbaye de Saint-Corneille.
Saint-Corneille est une commune française, située dans le département de la Sarthe en région Pays de la Loire, peuplée de 1 517 habitants (les Cornéliens).
La commune fait partie de la province historique du Maine, et se situe dans le Haut-Maine (Maine roux).

## Urbanisme

### Typologie
Au 1er janvier 2024, Saint-Corneille est catégorisée bourg rural, selon la nouvelle grille communale de densité à sept niveaux définie par l'Insee en 2022.
Elle est située hors unité urbaine. Par ailleurs la commune fait partie de l'aire d'attraction du Mans, dont elle est une commune de la couronne,. Cette aire, qui regroupe 144 communes, est catégorisée dans les aires de 200 000 à moins de 700 000 habitants,.

### Occupation des sols
L'occupation des sols de la commune, telle qu'elle ressort de la base de données européenne d’occupation biophysique des sols Corine Land Cover (CLC), est marquée par l'importance des territoires agricoles (82,6 % en 2018), en diminution par rapport à 1990 (86,9 %). La répartition détaillée en 2018 est la suivante : 
terres arables (43,2 %), prairies (32,8 %), forêts (10,5 %), zones urbanisées (7 %), zones agricoles hétérogènes (6,6 %). L'évolution de l’occupation des sols de la commune et de ses infrastructures peut être observée sur les différentes représentations cartographiques du territoire : la carte de Cassini (XVIIIe siècle), la carte d'état-major (1820-1866) et les cartes ou photos aériennes de l'IGN pour la période actuelle (1950 à aujourd'hui).

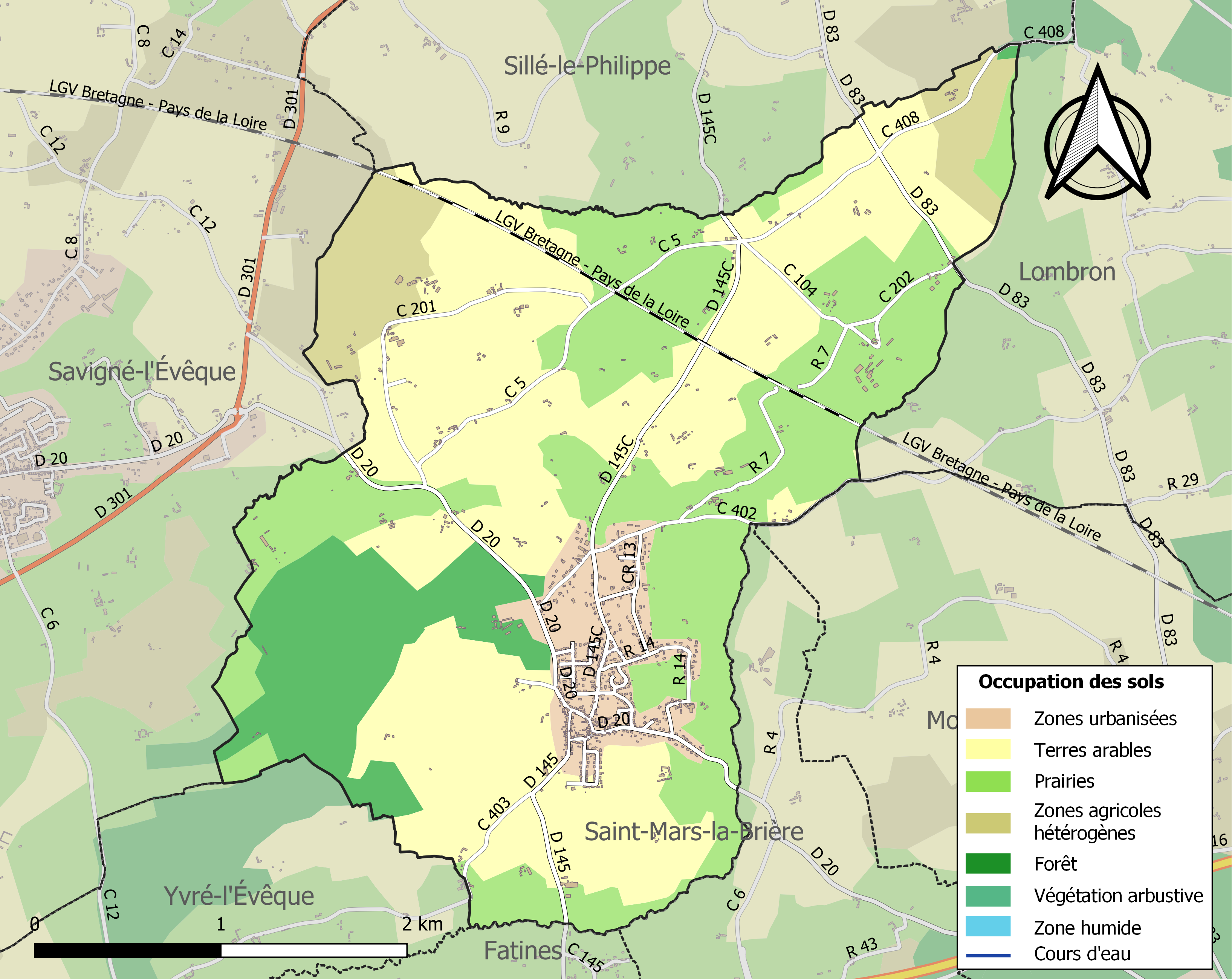
Carte des infrastructures et de l'occupation des sols de la commune en 2018 (CLC).

## Géographie

### Communes limitrophes
|                  | Sillé-le-Philippe | Lombron              |
| Savigné-l'Évêque | Saint-Corneille   | Montfort-le-Gesnois  |
| Yvré-l'Évêque    | Fatines           | Saint-Mars-la-Brière |

### Climat
Pour des articles plus généraux, voir Climat des Pays de la Loire et Climat de la Sarthe.
En 2010, le climat de la commune est de type climat océanique dégradé des plaines du Centre et du Nord, selon une étude du CNRS s'appuyant sur une série de données couvrant la période 1971-2000. En 2020, Météo-France publie une typologie des climats de la France métropolitaine dans laquelle la commune est exposée à un climat océanique altéré et est dans la région climatique  Moyenne vallée de la Loire, caractérisée par une bonne insolation (1 850 h/an) et un été peu pluvieux. 
Pour la période 1971-2000, la température annuelle moyenne est de 10,7 °C, avec une amplitude thermique annuelle de 14,2 °C. Le cumul annuel moyen de précipitations est de 694 mm, avec 11,2 jours de précipitations en janvier et 7 jours en juillet. Pour la période 1991-2020, la température moyenne annuelle observée sur la station météorologique installée sur la commune est de 12,0 °C et le cumul annuel moyen de précipitations est de 774,0 mm,. Pour l'avenir, les paramètres climatiques de la commune estimés pour 2050 selon différents scénarios d'émission de gaz à effet de serre sont consultables sur un site dédié publié par Météo-France en novembre 2022.
| Mois                                  | jan.          | fév.           | mars           | avril         | mai         | juin        | jui.          | août        | sep.          | oct.          | nov.          | déc.          | année      |
| ------------------------------------- | ------------- | -------------- | -------------- | ------------- | ----------- | ----------- | ------------- | ----------- | ------------- | ------------- | ------------- | ------------- | ---------- |
| Température minimale moyenne (°C)     | 1,6           | 0,9            | 2,4            | 4,3           | 8           | 11,4        | 12,9          | 12,1        | 9,5           | 7,6           | 4,3           | 1,6           | 6,4        |
| Température moyenne (°C)              | 5             | 5,3            | 7,9            | 11,1          | 14,5        | 18,1        | 20            | 19,2        | 16,5          | 12,8          | 8,3           | 5,2           | 12         |
| Température maximale moyenne (°C)     | 8,4           | 9,7            | 13,3           | 17,9          | 21          | 24,8        | 27,2          | 26,4        | 23,5          | 18            | 12,4          | 8,8           | 17,6       |
| Record de froid (°C) date du record   | −14 08.01.10  | −16,5 12.02.12 | −11,5 01.03.05 | −4,9 06.04.21 | −2 06.05.19 | 1 01.06.06  | 4,5 14.07.11  | 4 31.08.10  | −1 30.09.18   | −4 21.10.10   | −8,5 30.11.10 | −12 19.12.09  | −16,5 2012 |
| Record de chaleur (°C) date du record | 16,5 08.01.14 | 23,5 27.02.19  | 26,6 31.03.21  | 31 30.04.05   | 33 27.05.05 | 41 29.06.19 | 41,5 25.07.19 | 41 07.08.20 | 35,3 09.09.23 | 30,5 02.10.23 | 22,5 01.11.15 | 16,5 07.12.15 | 41,5 2019  |
| Précipitations (mm)                   | 72,9          | 55,9           | 65,6           | 55,5          | 66,3        | 54,1        | 61,6          | 55,1        | 46,9          | 77,1          | 73,2          | 89,8          | 774        |

## Histoire

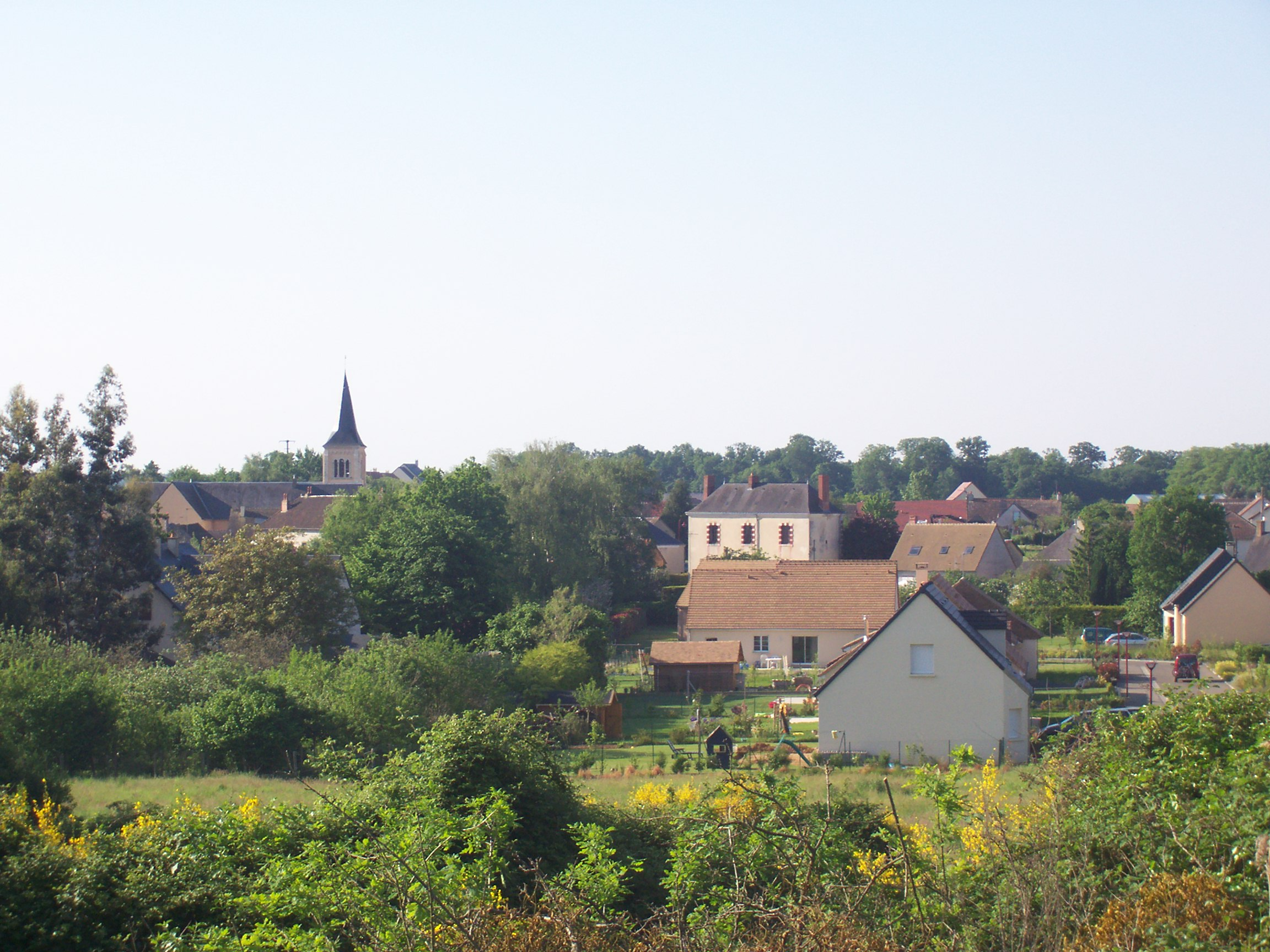
Vue du village en mai 2008.

Le village de Saint-Corneille est à l'écart des grands axes de communication. On peut néanmoins trouver la trace de l'existence d'une paroisse dès 1036. Son histoire ecclésiastique est marquée par l'édification par Guillaume-des-Usages d'un prieuré transformé en 1393 en abbaye. Cette abbaye de la Perrigne, ou de Saint-Louis-des-Usages, devient peu après une abbaye de religieuses de l'ordre de Saint-Augustin. En 1700, les lieux comptent douze religieuses. Parallèlement, la commune subit l'influence de la châtellenie de Touvoie, située sur la rive gauche de la Vive Parence. La seigneurie de paroisse est en effet annexée au château appartenant à l'évêque, qui dispose d'une juridiction temporelle, civile, criminelle et de police. Ce château de Touvoie (reconstruit à la fin du XVIIIe siècle) est en outre la résidence de plaisance favorite des ecclésiastiques manceaux. Ce manoir est rattaché au territoire de la commune au début du XIXe siècle.
Saint-Corneille se retrouve ensuite dans l'histoire en 1871. Les 11 et 12 janvier de cette année marquent les combats entre les troupes françaises et prussiennes dans la région. Notamment entre Saint-Corneille et Montfort où la 1re brigade française et la 17e division prussienne s'affrontent le 12 janvier. À noter que le maire de Saint-Corneille de l'époque, monsieur Haentjens, n'avait pas voté la déclaration de la guerre de 1870.
Le 16 août 1944, la IIIe Armée américaine du général Patton ouvre à Saint-Mars-la-Brière un cimetière militaire temporaire. Bien que situé sur la commune de Saint-Mars-la-Brière, il s'appellera cimetière « de Saint-Corneille ». Il accueillera nombre de GIs tombés début août 1944 pour la libération du département de la Sarthe. Les corps seront définitivement transférés au cours de l'année 1948.

## Politique et administration
| Période                                  | Période  | Identité       | Étiquette | Qualité                 |
| ---------------------------------------- | -------- | -------------- | --------- | ----------------------- |
| (avant 2001)                             | mai 2020 | Patrick Gaudré | SE        | Technicien informatique |
| mai 2020                                 | En cours | Michel Pré     | SE        | Retraité                |
| Les données manquantes sont à compléter. |          |                |           |                         |

## Démographie
L'évolution du nombre d'habitants est connue à travers les recensements de la population effectués dans la commune depuis 1793. Pour les communes de moins de 10 000 habitants, une enquête de recensement portant sur toute la population est réalisée tous les cinq ans, les populations de référence des années intermédiaires étant quant à elles estimées par interpolation ou extrapolation. Pour la commune, le premier recensement exhaustif entrant dans le cadre du nouveau dispositif a été réalisé en 2006.
En 2022, la commune comptait 1 517 habitants, en évolution de +8,05 % par rapport à 2016 (Sarthe : −0,25 %, France hors Mayotte : +2,11 %).
| 1793 | 1800 | 1806 | 1821 | 1831 | 1836 | 1841 | 1846 | 1851 |
| ---- | ---- | ---- | ---- | ---- | ---- | ---- | ---- | ---- |
| 646  | 379  | 736  | 889  | 896  | 860  | 866  | 867  | 809  |

| 1856 | 1861 | 1866 | 1872 | 1876 | 1881 | 1886 | 1891 | 1896 |
| ---- | ---- | ---- | ---- | ---- | ---- | ---- | ---- | ---- |
| 850  | 815  | 792  | 793  | 788  | 778  | 771  | 755  | 743  |

| 1901 | 1906 | 1911 | 1921 | 1926 | 1931 | 1936 | 1946 | 1954 |
| ---- | ---- | ---- | ---- | ---- | ---- | ---- | ---- | ---- |
| 736  | 775  | 787  | 704  | 684  | 630  | 611  | 601  | 649  |

| 1962 | 1968 | 1975 | 1982 | 1990 | 1999 | 2006  | 2011  | 2016  |
| ---- | ---- | ---- | ---- | ---- | ---- | ----- | ----- | ----- |
| 638  | 621  | 590  | 726  | 735  | 826  | 1 012 | 1 183 | 1 404 |

| 2021  | 2022  | - | - | - | - | - | - | - |
| ----- | ----- | - | - | - | - | - | - | - |
| 1 518 | 1 517 | - | - | - | - | - | - | - |

|                                                     | 2006 | 1999 |
| --------------------------------------------------- | ---- | ---- |
| Population totale                                   | 1012 | 826  |
| Part des Hommes (%)                                 | 51,1 | 50,6 |
| Part des Femmes (%)                                 | 48,9 | 49,4 |
| Sources Insee, enquête annuelle de recensement 2006 |      |      |

## Économie
- Population active : 521
  - Actifs occupés : 494
  - Chômeurs : 27

Taux d'activité : 81,8 % ; Taux de chômage : 5,2 %
- Inactifs : 391
  - Retraités ou préretraités : 15,4 %
  - Élèves, étudiants, stagiaires non rémunérés : 4,6 %
  - Autres inactifs : 28,5 %
- Ensemble des résidences principales :
  - Taux de propriétaires : 73,3 %
  - Taux de locataires : 23,5 %
- Revenu annuel moyen par habitant (1999 - Moyenne nationale = 15 027 €) : 16 668 €
- Jeunes scolarisés (1999 - Myn. nat. = 25 %) : 24,3 %
- Répartition par CSP :
  - Agriculteurs (1999 - Myn.Nat. = 2,4 %) : 7,8 %
  - Artisans, commerçants, chefs d'entreprise (1999 - Myn.Nat. = 6,4 %) : 8,8 %
  - Cadres, professions intellectuelles (1999 - Myn.Nat. = 12,1 %) : 1 %
  - Professions intermédiaires (1999 - Myn.Nat. = 22,1 %) : 17,6 %
  - Employés (1999 - Myn.Nat. = 29,9 %) : 34,3 %
  - Ouvriers (1999 - Myn.Nat. = 27,1 %) : 30,4 %
- L'activité économique : 
  - Écoles : maternelle et primaire publiques
  - Banque : Point vert du Crédit agricole, agence postale
  - Commerces : épicier-boucher-charcutier, boulanger-pâtissier, coiffure,fleuriste
  - Artisans : aménagement intérieur, plâtrier-plaquiste, menuisier, charpentier
  - Autres : 1 horticulteur, 1 agriculteur producteur de fromages de chèvre fermiers, chambres d'hôtes.

## Culture locale et patrimoine

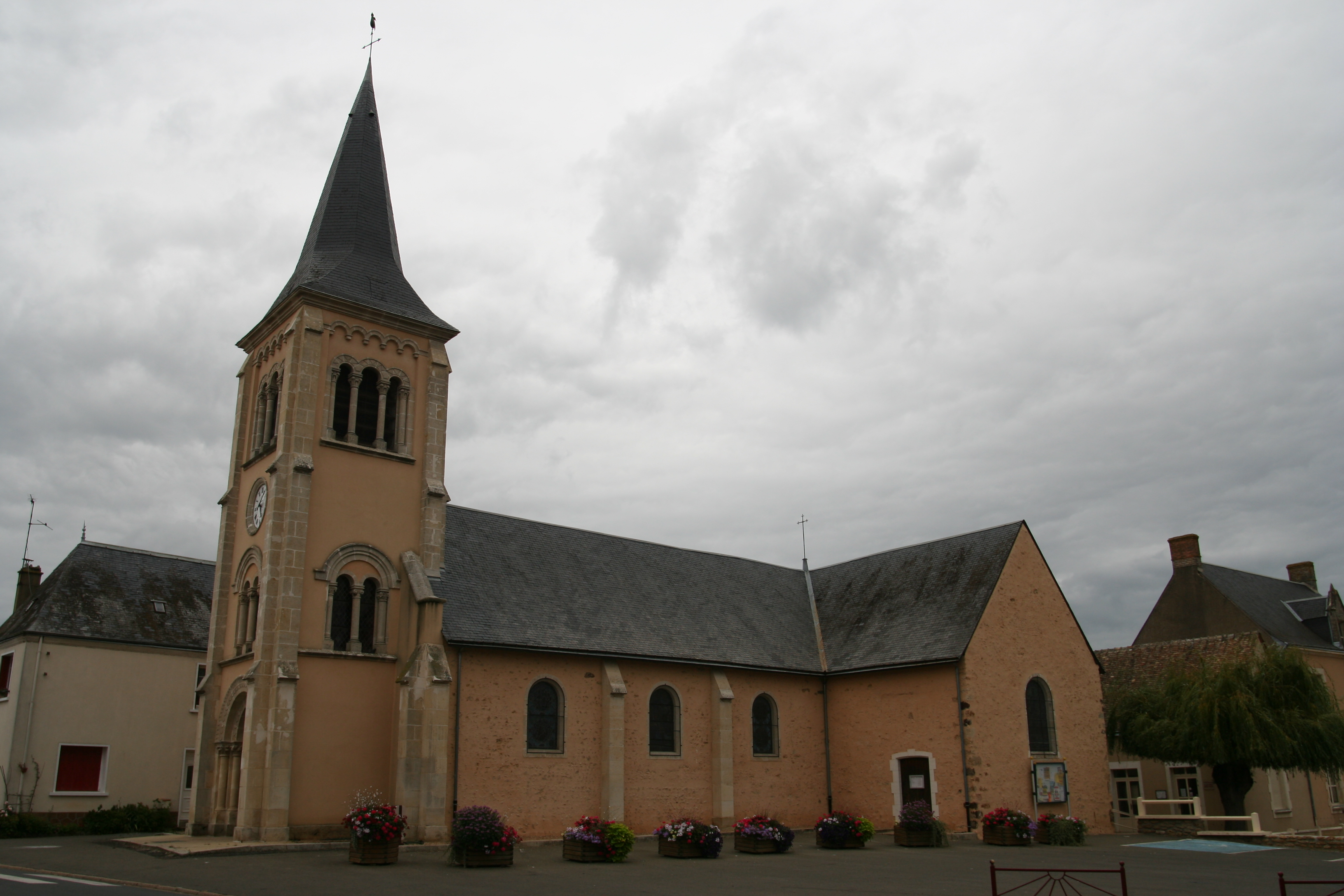
L'église Saint-Corneille.

### Patrimoine religieux
- Église du XIe ou XIIe siècle.

Les fondations de l'église datent certainement de l'époque carolingienne, mais il n'existe plus aujourd'hui de traces de cette première construction. L'édifice actuel, daté du XIe siècle, est dédié à saint Corneille, pape de 251 à 253 et saint invoqué pour la protection des animaux. Depuis le Moyen Âge, l'église a connu de nombreux remaniements.

### Personnalités liées à la commune
- Alphonse-Alfred Haentjens (Nantes, 11 juin 1824 - Paris, 11 avril 1884) maire de Saint-Corneille, conseiller général de la Sarthe et député de 1863 à sa mort.
- Arnaud de Wildenberg, photographe.

### Héraldique
| Arme de Saint-Corneille | Les armes de la commune de Saint-Corneille se blasonnent ainsi : D'or aux trois coqs contournés de gueules. |